# Harry Hemink
Harry (Harmen Jan) Hemink (Winterswijk, 3 september 1948 – Hilversum, 27 oktober 2003) was een Nederlands omroepmedewerker, die zijn loopbaan afsloot als algemeen directeur van de publieke omroep NCRV.
De econoom Hemink was vanaf 1976 aan de NCRV verbonden. Tot 1982 was hij werkzaam op de afdeling Secretariaat, Planning en Onderzoek. Van 1982 tot 1989 was Hemink hoofd Filmzaken, in welke functie hij Peter van Campen opvolgde. Hij was onder andere verantwoordelijk voor de aankoop van series als Hill Street Blues, The Cosby show en Cheers.
Vanaf 1996 vormde hij samen met Martin Veenendaal de directie van de NCRV. Na het overlijden van Veenendaal, eind 1997, nam hij het algemeen directeurschap op zich.
Hemink slaagde er aanvankelijk in gezonde bestuurlijke verhoudingen overeind te houden tussen enerzijds de voorzitter als toezichthouder en de directeur als operationeel verantwoordelijke. In januari 2003 werd hij echter van de ene op de andere dag door het NCRV-bestuur op non-actief gesteld. Een belangrijke rol speelde daarbij de verstoorde verhouding die geleidelijk ontstond na het binnenhalen in 2001 van Paul de Leeuw. Diens Anneke Grőnloh-persiflages en Smalhout-pesterijtjes op tv bleken voor het bestuur onverenigbaar met de slagzin Ze laten mensen in hun waarde bij de NCRV.
Harry Hemink overleed op 55-jarige leeftijd na een kort ziekbed aan de gevolgen van kanker. Hij was gehuwd met programmamaakster voor radio en televisie Corinne Hemink.
- International Standard Name Identifier: 0000 0003 9167 1813
- Nederlandse Thesaurus van Auteursnamen: 152499350
- Virtual International Authority File: 285537503